# تحسين علي
تحسين علي (و. سنة 1890 م) هو مسؤول عسكري عراقي استلم الكثير من المناصب في الجيش العثماني وبعدها اشتغل بالحركة العربية في أوائل الحرب العالمية، وصار مسؤولاً في المملكة العراقية، ومن مناصبه مُتصرّف لواء البصرة في سنة 1933م و1934.

## ترجمته
ولد تحسين علي سنة 1890م في بغداد، واكمل دراسته الاعدادية العسكرية سنة 1908م بعدها التحق بالكلية في الاستانة وتخرج منها في مايس عام 1911م برتبة ملازم. ونسب حينئذ إلى الجيش العثماني في سيلانيك. اشترك بحرب البلقان وتحديدا في معارك الجبهة البلغارية، لكنه اسر من قبل القوات اليونانية مع عدد من الضباط والجنود وحجز في جزيرة كالونيا.
بعد انتهاء الحرب أطلق سراحه وعاد إلى الاستانة. انضم علي إلى الجمعية القحطانية منذ بداية انشائها وكان من رفاقه نوري السعيد وطه الهاشمي وجميل المدفعي. نسب بعدها إلى الجيش السادس المرابط في العراق وذلك عام 1914م وعمل شرطيا بعدها لفترة في قضاء الكاظمية. وفي تموز 1914م عين علي مساعدا للقائد وداد بك ضمن فرقة من الجندرمة. خاض في هذه الفترة عدة معارك مع العثمانيين لمحاولة التصدي للاحتلال البريطاني. جرح في معركة في البصرة التي احتلت يوم 23 تشرين الثاني 1914م. بعدها ان استرد عافيته خاض معركة في نيسان 1915م (معركة الشعبية). اشترك أيضا في معارك حصار الكوت وجرح فيها أيضا.
بعد دخول السكسون إلى بغداد تخلف مجموعة من الضباط العرب من بينهم علي وأبدوا رأيهم في الرغبة بالاتحاق بالثورة الحجازية، لكن البريطانيين اخذوهم أسرى وأقصوهم إلى بومباي. تمكن علي بصعوبة بالغة من الالتحاق بقوات فيصل بن الحسين في العقبة، رفعه الأمير إلى رتبة نقيب وعين قائدا للواء الشمالي الأول، وخاض في هذه الفترة معارك ضد العثمانيين في العقبة والجردونة ومعان.
في صيف 1918م عين قائدا للواء الهجانة وكان هذا اللواء في الطليعة عند دخول دمشق في تشرين الأول من نفس العام. حين تشكلت الحكومة العربية في دمشق عين علي قائدا للواء الفتح وحاكما عسكريا للجزيرة. بعد احتلال دمشق من قبل فرنسا اتجه إلى بغداد وكان ممن استقبل فيصل بن حسين في حزيران سنة 1921م. انتقل بعدها للموصل وبعدها إلى الكوت أخذ ؤعدة مناصب أخرى في الحلة والديوانية والبصرة.
عين مرة أخرى في الموصل وشغل بعدها منصب رئيس ديوان الملكي وعين أيضا في وزيرا للدفاع في وزارة حمدي الباجه جي. أخير عين مديرا للاوقاف عام 1946م واحيل بعدها للتقاعد بسنتين عام 1948م.

## قيل فيه
قال زكي مبارك «عرفت في البصرة رجلين: الأول هو السيد تحسين علي، حاكم البصرة، أو متصرف البصرة، والسيد تحسين علي هو ملك في صورة إنسان. هو تحفة من الاريحية العربية جاد بها الله على الوجود، السيد تحسين علي هو الشاهد على أن شعراء العرب لم يكونوا في مدائحهم من الكاذبين...وبفضل السيد تحسين عليَّ عرفتُ من البصرة في يومين ما لا يعرفه غيري في سنتين أكتب هذا والدمع في عيني، فالدنيا ألأمُ وأغدرُ مِن أن تسمح لى بملاقاة هذا الرجل مرة ثانية».

## مدرسة النجاة
قال علي أباحسين عن مدرسة النجاة «وقد حصل لها من سعاة الخيرِ الكثيرُ، ومنهم تحسين علي متصرف لواء البصرة الذي يذكره التاريخ حين تبنى المشروع في كل عام منذ سنة 1934م، واستمرت منحة وزرة المعارف مُطّردة الزيادة إلى سنة 1966م، حيث بلغت ألف دينار، وكان يحث الناس على التبرع للمدرسة ويرأس احتفالاتها السنوية لمناصرتها وتأييدها فحصل لها من مسعاه خيرٌ كثيرٌ».
ابنه هو صلاح تحسين علي (توفي 1991م) كان طالبا متفوقا حصد العديد من الجوائز ونال عند التخرج من كلية الطب عام 1946 جائزة أستاذ الطب الباطني. عين صلاح في فرع الجراحة متدرباً مقيماً ونقل إلى لواء كربلاء جراحا في المستشفى ثم إلى القسم الصحي الوقائي في الكاظمية. قدم استقالته وسافر إلى الولايات المتحدة عام 1950 وتخصص بالجراحة العامة وجراحة الصدر ومارس الطب في ولاية هاواي سنوات طويلة اكتسب خلالها الجنسية الاميركية. وعاد إلى العراق في أوائل السبعينات. ثم انتقل إلى الكويت وعمل جراحاً في مستشفى شركة نفط الكويت بالأحمدي. وقتل في مدينة الكويت عام 1991.